# Fietsverkeer

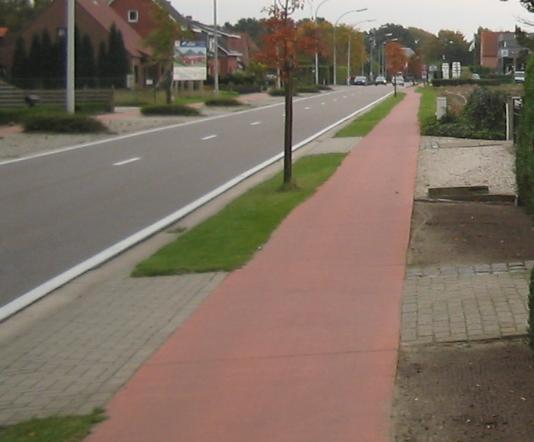
fietspad langs weg voor autoverkeer

Fietsverkeer omvat alle verplaatsingen op de fiets.
In Denemarken, Noord-Duitsland, Vlaanderen en Nederland komt veel fietsverkeer voor. Nederland is van oudsher een land waar de fiets vaak als vervoermiddel wordt gebruikt. 

Het feit dat in Nederland nagenoeg geen hoogteverschillen voorkomen, speelt hoogstwaarschijnlijk een rol bij de populariteit van het fietsverkeer. Bovendien zijn in Nederland de afstanden binnen steden en tussen steden en dorpen relatief klein. Ook Denemarken, Noord-Duitsland en Vlaanderen zijn relatief plat en veel gebieden hebben een hoge dichtheid aan voorzieningen, steden en dorpen. 

De fiets maakt ook toenemend deel uit van het verkeer in andere Europese landen waaronder Finland en Frankrijk.

## Stedelijk fietsverkeer
Een verwante term die in heel wat talen gebruikt wordt voor utilitair fietsen in stedelijke gebieden, is "urban cycling", "cyclisme urbain" en dergelijke. 

## Fietsinfrastructuur

### Nederland
In Nederland is een uitgebreide infrastructuur speciaal voor fietsers ontwikkeld. Dit is voornamelijk ontstaan na de aankondiging van autoloze zondagen in 1973, door PvdA premier Joop den Uyl in zijn Torentjestoespraak. De autoloze zondagen waren een gevolg van de oliecrisis in 1973 en 1974, deze was ontstaan door een olie-embargo, opgelegd door: Saoedi-Arabië, Irak, en Koeweit. Tijdens deze autoloze zondagen gingen Nederlanders massaal fietsen. Fietsen werd een populaire vorm van verkeer, ook buiten de autoloze zondagen om. Echter, al snel bleek dat dit niet zonder gevaren was, vooral veel kinderen kwamen al fietsende om in aanrijdingen met auto's. Op 4 juni 1977 werd er daarom een fietsen-sit-in gehouden op het Museumplein in Amsterdam, om zo de regering ertoe op te roepen de fietsveiligheid in heel het land te verbeteren door het aanleg van separate fietspaden.
Ten behoeve van het woon-werkverkeer zijn algemene wegen gedeeltelijk ingericht als fietspaden, met daarbij behorende voorzieningen zoals fietstunnels en fietsbruggen. Veerverbindingen voor niet-gemotoriseerd verkeer worden vaak ook als voorzieningen voor specifiek fietsers beschouwd. In de praktijk steken daarmee ook vooral fietsers over. Ten slotte zijn er vrijliggende fietspaden, welke soms vooral zijn aangelegd voor recreatief/toeristisch verkeer. 
Via speciale wegwijzers worden routes aangegeven. Deze voeren behalve over de paden ook wel over rustige landwegen. Bij veel openbare gebouwen en plaatsen staan fietsenstallingen en fietsenrekken. Verder zijn er voorzieningen welke fietsvervoer met het openbaar vervoer mogelijk maken.
De afgelopen jaren is ook in Denemarken, Noord-Duitsland en Vlaanderen en andere Europese landen, door toenemende belangstelling voor het fietsverkeer, de infrastructuur voor fietsers uitgebreid. In toenemende mate wordt de fiets gebruikt voor woon-werkverkeer. In verschillende landen zijn fietssnelwegen gerealiseerd en gepland. Desondanks ligt buiten Nederland meestal de nadruk op het recreatief/toeristisch fietsverkeer. 

### Vlaanderen
In het Vlaams Gewest is er een verschil in financiering tussen fietsinfrastructuur op, over of onder gewestwegen (betaald door Vlaanderen) en op gemeentewegen. Die laatste wordt normaal betaald door de gemeente, maar fietsinfrastructuur die op een bovenlokaal fietsroutenetwerk ligt, wordt gesubsidieerd door de provincie en Vlaanderen.

#### Kopenhagenfonds
Het Kopenhagenfonds bestaat sinds maart 2021 en voorziet een budget van Vlaanderen van 150 miljoen euro om fietsinfrastructuur te subsidiëren. Van wat een lokaal bestuur in fietswegen investeert, subsidieert Vlaanderen een derde.
In 2021 doken er problemen op met de uitbetaling van de voorziene gelden. Eind 2021 deden de Vlaamse provincies een oproep naar Vlaanderen voor meer geld voor fietsinfrastructuur. In juli 2022 voorzag de Vlaamse regering in dit fonds eenmalig 45 miljoen extra voor fietssnelwegen, en de provincies erbovenop hetzelfde bedrag. Sinds de start van dit Kopenhagenplan was dan al voor 575 kilometer fietsinfrastructuur gereserveerd. Van de 2.700 kilometer fietssnelwegen die uitgetekend staan, was er tot dan toe iets meer dan 50% gerealiseerd.

### Fietsverkeer en openbaar vervoer

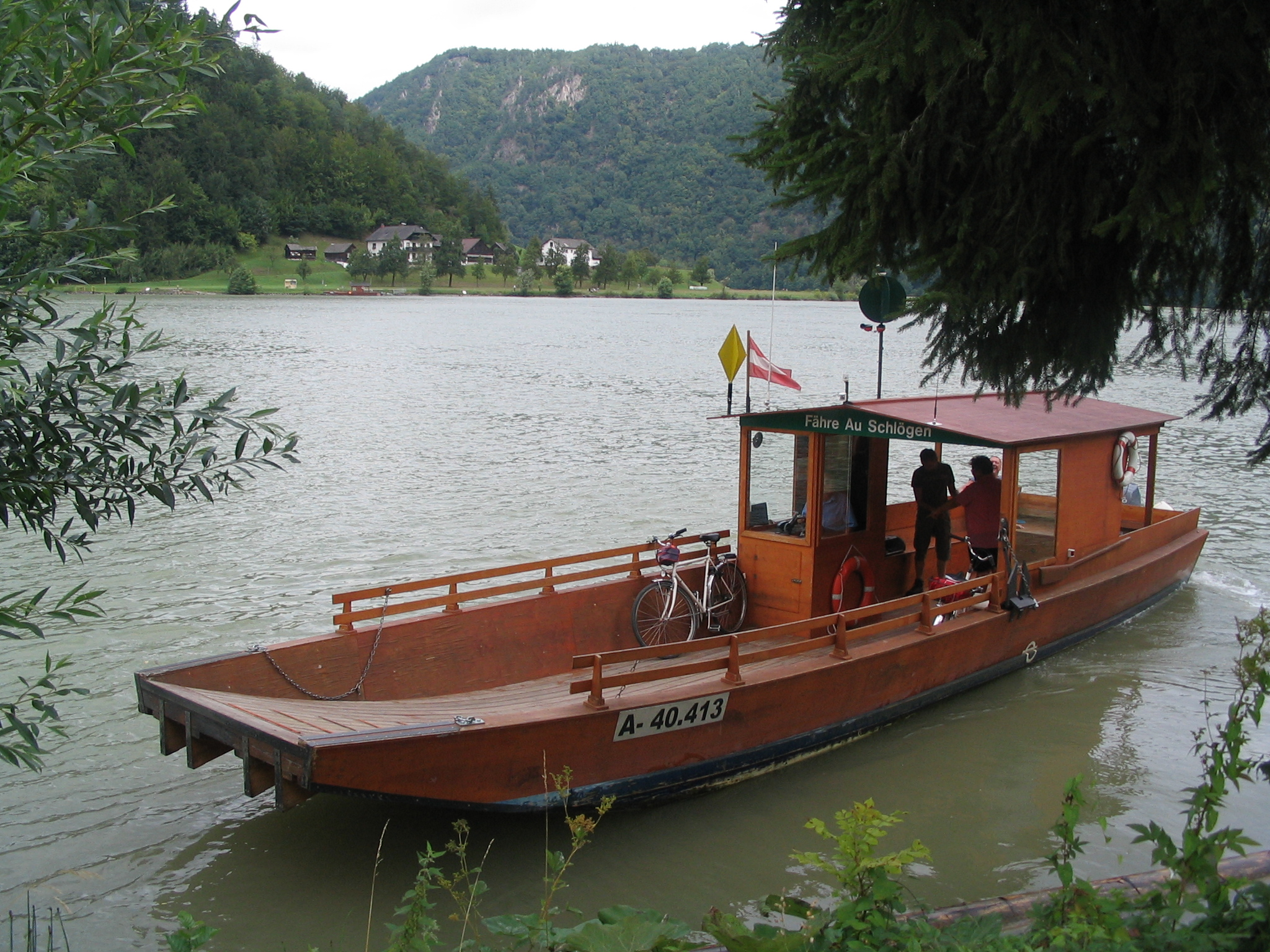
Veerpont voor fietsers bij Haibach ob der Donau.

Per land verschillen de voorzieningen om fietsverkeer en openbaar vervoer met elkaar te combineren. Zo kan binnen Nederland de fiets beperkt worden meegenomen in treinen, metro's en sneltrams, maar niet in lijnbussen, terwijl in Ierland en soms in Duitsland de fiets wel met de bus mee kan. De waterbus tussen Dordrecht en Rotterdam neemt fietsen gratis mee.
Het in Nederland geïntroduceerde OV-fietssysteem biedt openbaarvervoerreizigers een mogelijkheid om de afstand tussen halte en eindbestemming te overbruggen. In België werd een gelijkaardig systeem opgezet met de naam Blue-bike.

### Fietsdeelsystemen

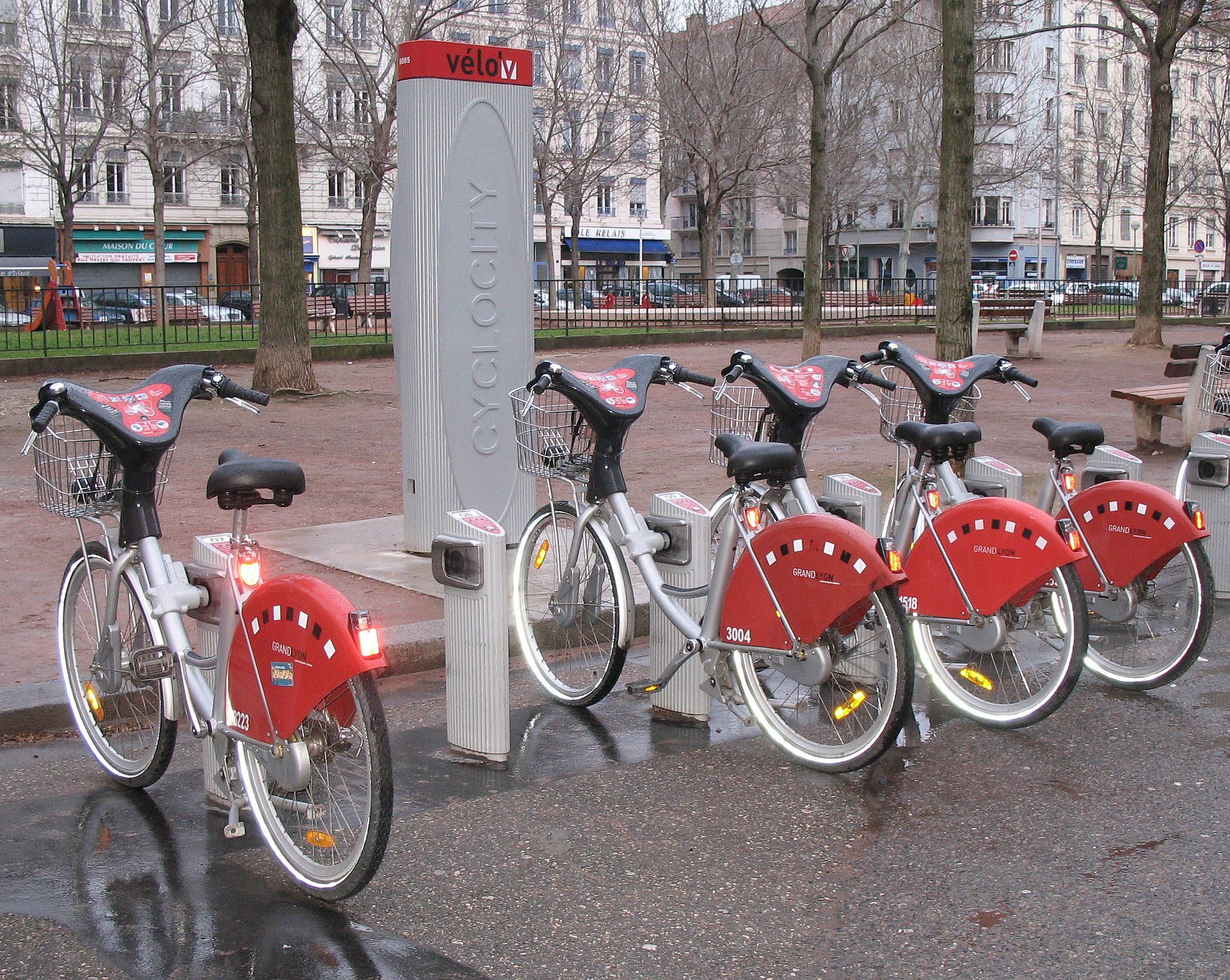
Fietsdeelsysteem Vélo'v in Lyon.

Vooral in diverse steden worden of werden deelfietsen gebruikt. Een deelfiets of witte fiets kan door iedereen korte tijd geleend worden om zich in de omgeving te verplaatsen. In Amsterdam zijn diverse experimenten op dit gebied gestopt, vooral vanwege vandalisme. Maar sinds 2000 kennen wereldwijd veel andere steden of gebieden wel een deelfietssysteem.